# Balanophora latisepala
Balanophora latisepala là một loài thực vật có hoa trong họ Balanophoraceae. Loài này được (Tiegh.) Lecomte mô tả khoa học đầu tiên năm 1915.